# Feux rouges (collection littéraire)
Pour les articles homonymes, voir Feux rouges (homonymie).
 (janvier 2024).
Si vous disposez d'ouvrages ou d'articles de référence ou si vous connaissez des sites web de qualité traitant du thème abordé ici, merci de compléter l'article en donnant les références utiles à sa vérifiabilité et en les liant à la section « Notes et références ».
Feux rouges est une collection au format poche de romans policiers éditée chez Ferenczi de 1958 à 1960. 54 titres ont été publiés.

## Les titres de la collection
1. Banco sur le titre par Henri Nova
2. Un panier de crabes par Alain Serdac
3. Les Femmes-pièges par Marcel Allain
4. Témoin capital par Henri Nova
5. Haute trahison par Luc Parain
6. La Nuit du 25 par Milton K. Ozaki
7. Strictement confidentiel par D. Sullivan
8. La Rouquine au tapis par R. & R. Borel-Rosny
9. La Peau d'un autre par Luc Parain
10. L'Escalier du diable par D. Sullivan
11. Mission inachevée par Albert-Jean
12. De gré ou de force par Vernon Warren
13. Dommage qu'elle soit morte par Peter Viane
14. Nous irons en enfer ensemble par Vic Vorlier
15. Payable en or ou en plomb par Georges Vidal
16. Quel gâchis ! par J. P. Godefroy
17. Sursis pour un bavard par Henri Nova
18. Piège au Mayol par Jacques Chabannes
19. Urgence à Sydney par Georges Murey
20. Graines de truands par Willy Roc
21. Route infernale par D. Sullivan
22. Une blonde entre deux eaux par Day Keene
23. Carrefour des refroidis par Georges Vidal
24. Poison pour tous par Raymonde Borel-Rosny
25. L'I.S. perd un homme par Luc Parain
26. Drôle de musique par Roland Piguet
27. Sans visa par D. Sullivan
28. Une place pour un cadavre par Pierre Andro
29. Coup de foudre à Cuba par Georges Murey
30. Deux trous dans le cuir par Henri Nova
31. Raid sur la côte par Luc Parain ,1959
32. Le Sel sur les plaies par Georges Murey, 1959
33. Cartes sous table par Jean-Pierre Alem
34. Qui trompe-t-on ? par G. Gautier
35. La Belle Oseille de Roger Henri-Nova
36. Les morts se démaquillent par Willy Roc
37. Aller simple pour Canton par Luc Parain
38. Ma haine pour toi par Raymonde Borel-Rosny
39. Territoire en alerte par Georges Murey
40. Assassin, mon ami par Jacques Chabannes
41. Exécution heure H par Dan Sullivan
42. Mieux vaut la tuer par Charles A. Landolf
43. Valise pour Prague par Roger Henri-Nova, 1960
44. À tête coupée par Georges Murey
45. On n'y voit que du bleu par Saint-Cyrice,1960
46. À une seconde près par Bevis Winter, 1960
47. Bridge pour agents spéciaux par Georges Murey
48. Pour cause d'inventaire par Roger Henri-Nova
49. La Fête au Roxy par Roger Henri-Nova, 1960
50. Robe de mort par Samuel A. Krasney
51. L'Ami fric par Roland Piguet
52. Ruée sur le whisky par L.A. Dann
53. Sérénade pour les fous par Willy Roc
54. Pourquoi tuer Madeleine ? par Jacques Chabannes